# Nicolás Jaar

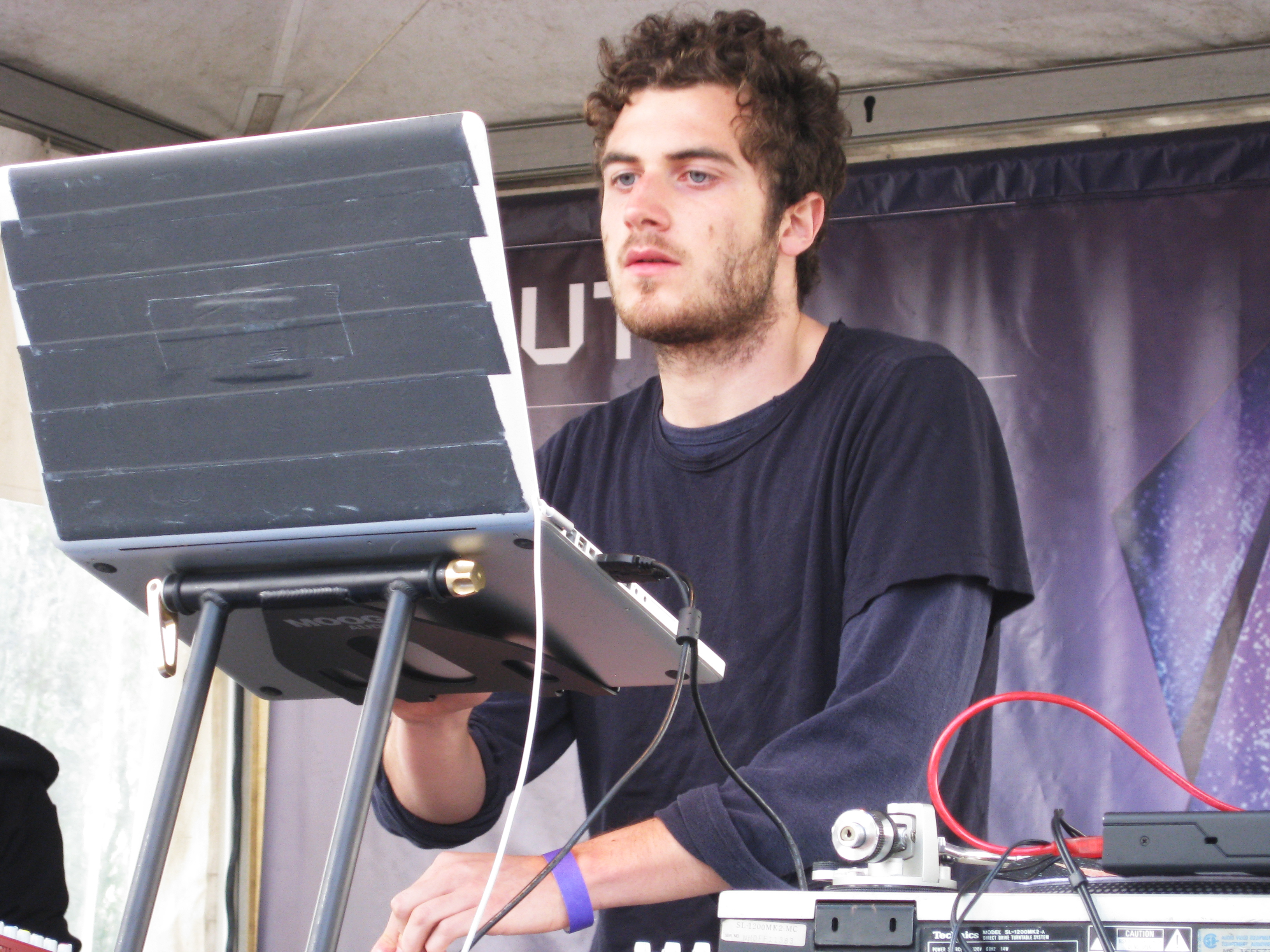
Nicolás Jaar

Nicolás Jaar (10 januari 1990) is een Chileens-Amerikaanse componist en artiest. Hij is woonachtig in New York.
Zijn debuutalbum was Space Is Only Noise (2011). Daarnaast maakte hij onder andere de albums Pomegranates (2015) en Sirens (2016). Met Dave Harrington werkte hij samen in de formatie Darkside.
Sinds 2014 werkt Nicolás Jaar tevens onder het pseudoniem Against All Logic. Onder deze naam bracht hij de albums 2012-2017 en 2017-2019 uit.
Als DJ heeft Jaar gestaan op festivals als Lowlands en Down The Rabbit Hole, maar hij stond ook in de Oude Kerk (Amsterdam) en het Koninklijk Concertgebouw.
- Bibliothèque nationale de France: cb16716537k (data)
- Gemeinsame Normdatei: 1105591506
- International Standard Name Identifier: 0000 0003 7252 3313
- Library of Congress Control Number: n2015001138
- MusicBrainz: 06e99a1b-4020-4380-ab27-1a3e0c5e557c
- Réseau des bibliothèques de Suisse occidentale: 02-A020090448
- Système universitaire de documentation: 191236705
- Virtual International Authority File: 313409823
- WorldCat: E39PBJm4QBWjqXxpHMt39Mhyh3